# 中村 (隠岐の島町)
中村（なかむら）は、島根県隠岐郡隠岐の島町にある大字。旧周吉郡中村、のち隠岐郡西郷町中村。郵便番号は685-0434（西郷郵便局管区）。2004年（平成16年）までは西郷町。武良と呼ばれることもある。

## 地理
隠岐の北部に所在する。

## 地区の特徴
- 戦後の中村は現在より店の数が多く、地区内に時計屋、映画館などがあった時代もあったらしい。
- 地区唯一の浜辺・中村海水浴場は海の透明度が有名であり毎年多くの観光客でにぎわっているが昔は出店・民宿がたくさんあり今よりだいぶ賑わっていた。しかし現在民宿はほとんど機能しておらず、その代わり毎年キャンプ客でにぎわっている。
- 隠岐三大祭の一つである武良祭りが2年ごとの10月19日に行われる。鎌倉時代に中村に訪れた佐々木定綱により五穀豊穣を太陽の神と月の神に願い開催されたと伝えられている。県内外からの見物客も多く、漫画家の水木しげるが祭りを見物に来たこともある。また水木の本名が地名の「武良」と同じという共通点がある。それがきっかけとなりブロンド像の創作へと繋がっている。現在、中村地区内に３ヵ所ブロンド像があり、武良祭りが行われる旧中村小学校校庭(通称：祭り場)には水木本人をモチーフとしたブロンド像がある。またブロンド像は隠岐の島町各地に設置してあり、これは鳥取県境港市の水木しげるロードの続編として隠岐をPRするという目的もある。
- 武良祭りが行われる祭り場の中心には推定樹齢200年以上の黒松が植えられている。この黒松については諸説あるが上記のように佐々木定綱が中村へ訪れた際に植えられたと伝えられている。
- 毎年、現・北小学校の校庭にて中村地区民の体育大会が開催される。過去には旧中村小学校校庭で行われていた。

冬には北小学校体育館で卓球大会が行われ、夏にはソフトボール、ソフトバレー大会も行われる。
- 2006年に中京テレビの番組でロンドンブーツ1号2号の田村亮が中村海水浴場を訪れて飛び込み台の修理をした。
- 今は人口がとても少ないが一時期はとても多く小さい地域にも関わらず中学校の生徒数が300近くいたこともある。

しかし2010年、過疎化により小中学校が廃校となり近くの学校と統合することになった。
もともと中学校であった校舎は隠岐の島町立中村小学校と隣の地区の隠岐の島町立布施小学校が統合して出来た、隠岐の島町立北小学校として使われている。そして統廃合前まで隠岐の島町立中村中学校へ通っていた生徒は隠岐の島町立西郷南中学校へ編入するという形になっている。
- 毎年8月14・15・16日に盆踊りが開催される。また16日は灯篭流しが行われる。
- 中村は民謡も有名なところでもあり中でも有名なのがしょうじろう節と白島音頭である。

## 施設
公共施設
- 中村キャンプ場

教育施設
- 隠岐の島町立北小学校

郵便局
- 中村郵便局

診療所
- 中村診療所

福祉施設
- 中村ディーサービスセンター
- グループホーム　和水屋

## 交通
国道
- 国道485号

県道
- 島根県道316号中村津戸港線

## 著名人
- 中沼了三 - 孝明天皇・明治天皇の侍講を務めたほか、奈良県立十津川高等学校を創設した。

## 観光地
- 中村海水浴場
- 八王子神社
- 白島展望台
- 中沼了三碑
- 水木しげるブロンズ像
- 西村神社
- 世間桜
- 大峰山
- ヨロイ岩
- かぶら杉
- 湊神社(菅原道真と縁がある)
- 八幡神社
- 原玄琢碑
- 一之森神社

## 行事
- 西村神楽
- 武良祭り